# II-99
De II-99 is een nationale weg van de tweede klasse in Bulgarije. De weg loopt van Boergas via Tsarevo naar Malko Tarnovo. De II-99 is 114 kilometer lang.